# Hetauda
Heutada è una cittadina del Nepal.
È collegata da una camionabile e dalla linea ferroviaria con Katmandu.
Posta vicino al confine con l'India è spesso attaccata dai "separatisti maoisti" anche se, attualmente, le forze governative hanno ripreso il controllo della zona.
Il governo, intervenuto anche socialmente oltre che militarmente, ha deciso la costruzione di una scuola e di un orfanotrofio.